# Йёнсен, Пол Фредерик
Пол (Поул, Поль) Фредерик Йёнсен (фар. Poul F. Joensen; 18 ноября 1898, о. Сувурой, Фарерские острова — 27 июня 1970, там же) — фарерский поэт, писатель
, педагог, переводчик.

## Биография
С 14-летнего возраста, как и большинство его сверстников, рыбачил. Окончил в 1917 году педагогическую школу в Торсхавне. С 1919 по 1927 и с 1947 по 1949 годы — учительствовал в школах Фарерских островов.
Занимался фермерством и литературной деятельностью.

## Творчество
Дебютировал в 1924 году, издав свой первый сборник стихов «Gaman og álvara» («Новизна и серьезность»). Это был второй сборник стихов на фарерском языке, опубликованный на Фарерах.
Известен своими едкими сатирическими стихами и любовной лирикой.
Занимался переводами на фарерский язык поэзии Генриха Гейне и Роберта Бёрнса.

## Избранные произведения
- 1924 Gaman og álvara;
- 1942 Millum heims og heljar;
- 1955 Lívsins kvæði;
- 1963 Seggjasøgur úr Sumba I;
- 1967 Ramar risti hann rúnirnar;
- 1988 Gaman og álvara
- 2012 Heilsan Pól F.

## Награды
- 1963 — Литературная премия Фарерских островов им. Якобсенса (Mentanarvirðisløn M. A. Jacobsens).

## Память
В 2007 года недалеко от его дома на о. Сувурой установлен мемориальный камень в честь П. Йёнсена.